# 恋愛方程式/地図にない場所
「恋愛方程式/地図にない場所」（れんあいほうていしき/ちずにないばしょ）は、岡本玲の3枚目のシングル。

## 概要
初の両A面シングル。DVD付初回限定盤、ブックレット付初回限定盤、通常盤の3形態で発売された。

## 収録曲
作詞：Rei/作曲・編曲：原一博

### DVD付初回限定盤：CD
1. 恋愛方程式 - (4:27)[1]
  - テレビ東京「しょこ♥リータ」2008年10月 - 12月度エンディングテーマ
  - MVには同じ事務所の後輩である反田有沙、石川紗都美らが出演している。
2. 地図にない場所 - (4:41)[1]
  - NHK「Jリーグ中継」2008年度エンディングテーマ
3. 恋愛方程式（Instrumental） - (4:27)[1]
4. 地図にない場所（Instrumental） - (4:38)[1]

### DVD
1. 恋愛方程式（MV）

### ブックレット付初回限定盤：CD
1. 地図にない場所 - (4:38)[2]
2. 恋愛方程式 - (4:25)[2]
3. 地図にない場所（Instrumental） - (4:38)[2]
4. 恋愛方程式（Instrumental） - (4:24)[2]

### 通常盤CD
1. 恋愛方程式 - (4:25)[3]
2. 地図にない場所 - (4:39)[3]
3. 恋愛方程式（Instrumental） - (4:25)[3]
4. 地図にない場所（Instrumental） - (4:38)[3]